# Tarchały Wielkie
Tarchały Wielkie est une localité polonaise de la gmina mixte d'Odolanów, située dans le powiat d'Ostrów Wielkopolski en voïvodie de Grande-Pologne. Elle se trouve à environ 10 kilomètres au sud de la ville d'Ostrów Wielkopolski et 106 km au sud-est de Poznań, la capitale régionale. 

## Géographie

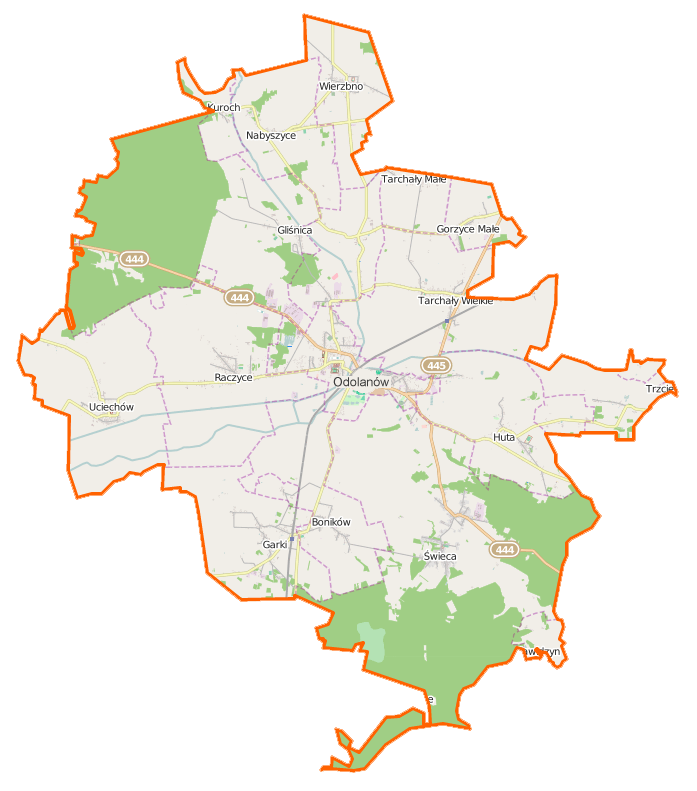
Carte de la gmina d'Odolanów.